# Abrodictyum schlechteri
Abrodictyum schlechteri är en hinnbräkenväxtart som först beskrevs av Guido Georg Wilhelm Brause, och fick sitt nu gällande namn av Ebihara och K. Iwats. Abrodictyum schlechteri ingår i släktet Abrodictyum och familjen Hymenophyllaceae. Inga underarter finns listade.